# Oranienburger Vorstadt

Die Oranienburger Vorstadt 1897

Die Oranienburger Vorstadt ist ein historischer Stadtteil der heute zum Teil im Berliner Ortsteil Mitte liegt und sich jenseits der Ortsteilgrenze in die Ortsteile Wedding und Gesundbrunnen erstreckt. Die Gegend erhielt ihren Namen vom Oranienburger Tor der Berliner Zoll- und Akzisemauer, vor dem dieses Gebiet lag.

## Geographie
Die Oranienburger Vorstadt hatte bis 1920 die folgenden Grenzen:
- Im Süden der ehemalige Verlauf der Akzisemauer entlang der Hannoverschen Straße und der Torstraße
- Im Osten die Brunnenstraße
- Im Westen der Berlin-Spandauer Schifffahrtskanal
- Im Norden die Panke, die Gerichtstraße, die Grenzstraße und die Hochstraße

## Geschichte

### Namenserläuterung
Die Vorstadt vor dem Oranienburger Tor hieß zunächst Äußere Spandauer Vorstadt. Erst 1824 wurde der Name Oranienburger Vorstadt eingeführt.

### 18.–19. Jahrhundert
Keimzelle der Oranienburger Vorstadt war die Siedlung Neu-Voigtland, die in der Mitte des 18. Jahrhunderts außerhalb der Akzisemauer in der Gegend zwischen dem Hamburger und dem Rosenthaler Tor angelegt wurde. Sie diente der Ansiedlung von Bauleuten und Handwerkern vorwiegend aus dem sächsischen Vogtland. Das gesamte Gebiet zwischen der nordwestlichen Akzisemauer und dem Wedding wurde ab 1824 Oranienburger Vorstadt genannt und 1831 nach Berlin eingemeindet.
Die Oranienburger Vorstadt entwickelte sich im 19. Jahrhundert zu einem bedeutenden Industriestandort, an dem sich Eisengießereien und Maschinenbaubetriebe auf engstem Raum ansiedelten, wie 1804 die Königliche Eisengießerei in der Invalidenstraße, 1825–1826 die Neue Berliner Eisengießerei sowie 1837 die Maschinenfabrik Borsig an der Chausseestraße. Dieser Ansiedlung entstammte die zeitweise in Vergessenheit geratene Bezeichnung „Feuerland“, die heute für Marketingzwecke wieder genutzt wird (u. a. für das in den 2010er Jahren errichtete Quartier Feuerland-Höfe). Die Arbeitskräfte für die entstehende Metallindustrie wohnten in Vorläufern der späteren Mietskasernen, beispielsweise in den Wülcknitzschen Familienhäusern an der Gartenstraße. Die katastrophalen Lebensbedingungen in diesen Familienhäusern beschrieb Bettina von Arnim 1843 in ihrem Buch Dies Buch gehört dem König. Aufgrund der beschränkten Ausdehnungsmöglichkeiten verlagerten am Ende des 19. Jahrhunderts die meisten Gießereien, Lokomotiv- und Waggonbauunternehmen ihre Werksanlagen; so gab zum Beispiel Borsig die Anlagen an der Chausseestraße auf und zog erst nach Moabit und später nach Tegel. Im Nordosten der Oranienburger Vorstadt entstanden umfangreiche, zum Teil heute noch guterhaltene Fabrikgebäude der AEG sowie der Humboldthain, einer der ersten großen Berliner Volksparks. Die Gegend um die Invalidenstraße wurde vom Stettiner Bahnhof dominiert, einem der großen Berliner Kopfbahnhöfe. In weiten Teilen der Oranienburger Vorstadt entstand die typische Berliner Mietskasernenbebauung, oft durchmischt mit gewerblich oder industriell genutzten Bauten. Ein bekanntes Symbol für die schlechten Wohnverhältnisse in den Berliner Arbeitervierteln der Kaiserzeit war Meyers Hof in der Ackerstraße.

### Seit dem 20. Jahrhundert
Chansonetteneck war eine populäre Bezeichnung für die Straßenecke Friedrichstraße/Chausseestraße beim Oranienburger Tor, im späten 19. und frühen 20. Jahrhundert ein bekanntes Varieté- und Amüsierviertel.
Bei der Bildung von Groß-Berlin im Jahr 1920 wurde die Oranienburger Vorstadt auf die neugebildeten Bezirke Mitte und Wedding aufgeteilt, wobei die Grenze zwischen diesen Bezirken entlang der Linie Boyenstraße – Liesenstraße – Gartenstraße – Bernauer Straße gezogen wurde. Von 1961 bis 1990 verlief hier ein Abschnitt der Berliner Mauer, da von 1945 bis 1990 der Bezirk Mitte zu Ost-Berlin und der Bezirk Wedding zum Französischen Sektor von West-Berlin gehörte.
Nach dem Mauerfall 1989 wurden zahlreiche Wohn- und Gewerbebauten saniert und letztere in der Regel umgenutzt. Das AEG-Gelände im Wedding wurde entlang der Brunnenstraße mit Wohnhäusern bebaut und die Landesbank Berlin übernahm den Gewerbekomplex von Nixdorf. Schon 1984 war die Technische Universität Berlin in die historischen Bauten an der Voltastraße gezogen. Es gab das Berliner Innovations- und Gründerzentrum (BIG) sowie den Technologie- und Innovationspark (TIP).
Im Jahr 1992 wurde das Stadion der Weltjugend abgebrochen, um im Rahmen der Olympiabewerbung Berlins für das Jahr 2000 hier eine Mehrzweckhalle zu errichten. Berlin erhielt keinen Zuschlag und das Grundstück lag lange brach, bevor der Bundesnachrichtendienst an dieser Stelle seine Zentrale errichtete, die seit 2019 in Benutzung ist.

## Bevölkerungsentwicklung
Die Einwohnerzahl der Oranienburger Vorstadt stieg von 56.702 im Jahr 1867 bis auf 126.250 im Jahr 1910.

## Kultur und Sehenswürdigkeiten

### Museen und Gedenkstätten
Das Naturkundemuseum befindet sich in der Invalidenstraße 43. Der Giraffatitan, lange Zeit als Brachiosaurus betrachtet, ist das zentrale Element der Ausstellung „Saurierwelt“.
An der Bernauer Straße befindet sich die Gedenkstätte Berliner Mauer, die den gesamten ehemaligen Mauerstreifen von der Schwedter Straße bis zur Gartenstraße umfasst. Dazu gehört auch die Gedenkstättenanlage an der Ackerstraße und das Besucherzentrum an der Ecke Garten- und Bernauer Straße.

### Theater
Das Woltersdorff-Theater, zeitweilig auch Neues Friedrich-Wilhelmstädtisches Theater genannt, lag trotz des Namens nicht in der Friedrich-Wilhelm-Stadt, sondern wurde 1860 in der Chausseestraße 30/31 in der Oranienburger Vorstadt eröffnet. Das Theatergebäude wurde im Zweiten Weltkrieg zerstört.

### Friedhöfe
Da Friedrich Wilhelm I. die Neuanlage von Friedhöfen innerhalb der Stadtmauern verboten hatte, aber immer mehr Menschen in Berlin wohnten und starben, wurden große Friedhöfe außerhalb der Akzisemauer angelegt. Direkt vor dem Oranienburger legten alleine vier Gemeinden ihre Friedhöfe an. Heute sind diese Friedhöfe auch von kulturhistorischem Interesse, denn man kann dort die Begräbnisstätten für prominente Künstler oder Militärs finden:
So wurde unter anderen General Scharnhorst auf dem 1748 zwischen der Scharnhorststraße und dem Berlin-Spandauer Schifffahrtskanal angelegten Invalidenfriedhof begraben. Auf dem seit 1763 existierenden Dorotheenstädtische Friedhof, an der Chausseestraße 126, findet man unter anderem die Ruhestätten von Bertolt Brecht, August Borsig, Ernst Litfaß und Karl Friedrich Schinkel. Der benachbarte Französische Friedhof wurde 1780 als Begräbnisstätte für die Hugenotten angelegt. Auf dem 1827 angelegten II. Sophien-Friedhof an der Bergstraße 29, liegt unter anderem Albert Gustav Lortzing begraben. Gegenüber an der Ackerstraße befindet sich der 1844 angelegte St. Elisabeth-Friedhof, wo unter anderem Gottlieb Friedrich Wollank beerdigt wurde.

### Besondere Bauten

#### Nicht mehr vorhandene Bauten
Der 1842 eröffnete Stettiner Bahnhof war der dritte Fernbahnhof Berlins, der insbesondere den Verkehr zur Ostsee und nach Pommern abwickelte. Wegen des starken Verkehrsaufkommens wurde 1876 ein großes Empfangsgebäude nach Plänen von Theodor August Stein gebaut, das um 1900 bereits erweitert werden musste. Der Fernbahnhof erlitt schwere Schäden während des Zweiten Weltkriegs. 1950 noch in Nordbahnhof umbenannt wurde er 1952 geschlossen und bis 1962 abgebrochen.
Die 1895 eingeweihte Gnadenkirche war eine evangelische Kirche im Invalidenpark an der Invalidenstraße. Der Architekt Max Spitta hat die Kirche im frühromanischen Stil gestaltet. Nach dem Zweiten Weltkrieg verfiel die beschädigte Kirche und wurde 1967 gesprengt.
Das Stadion der Weltjugend war 1950 als Walter-Ulbricht-Stadion eröffnet worden. Das Stadion war mit einer Zuschauerkapazität von zunächst 70.000 (später 50.000) eines der größten Leichtathletik- und Fußballstadien der DDR. 1973 wurde es umbenannt in Stadion der Weltjugend. Es wurde 1992 im Zuge der Bewerbung Berlins für die Olympischen Sommerspiele 2000 abgerissen.

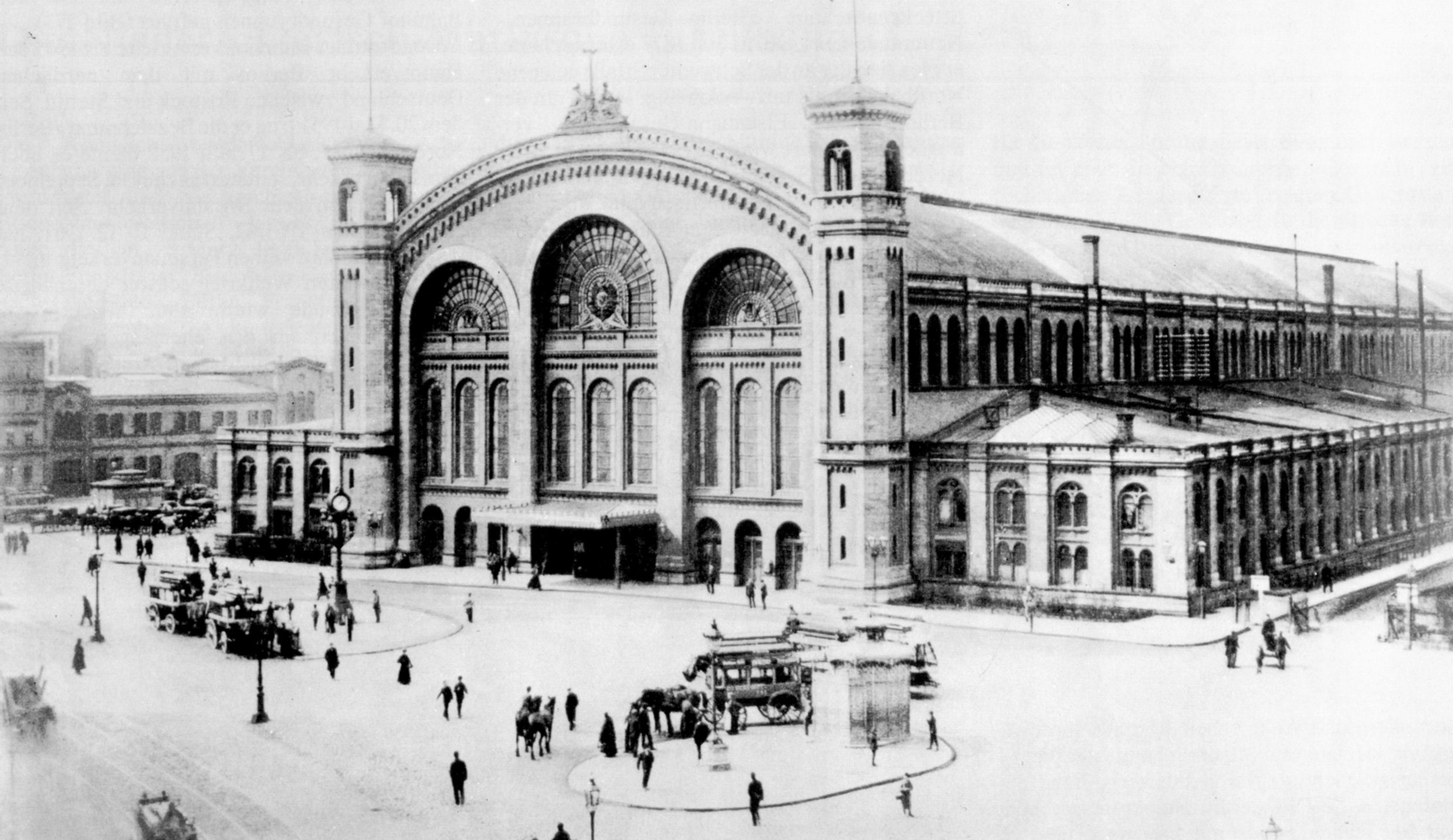
Stettiner Bahnhof an der Invalidenstraße
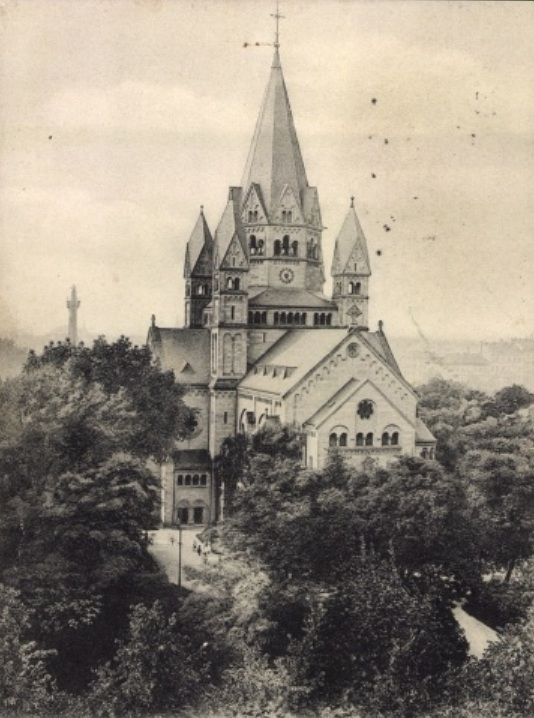
Gnadenkirche an der Invalidenstraße im Invalidenpark
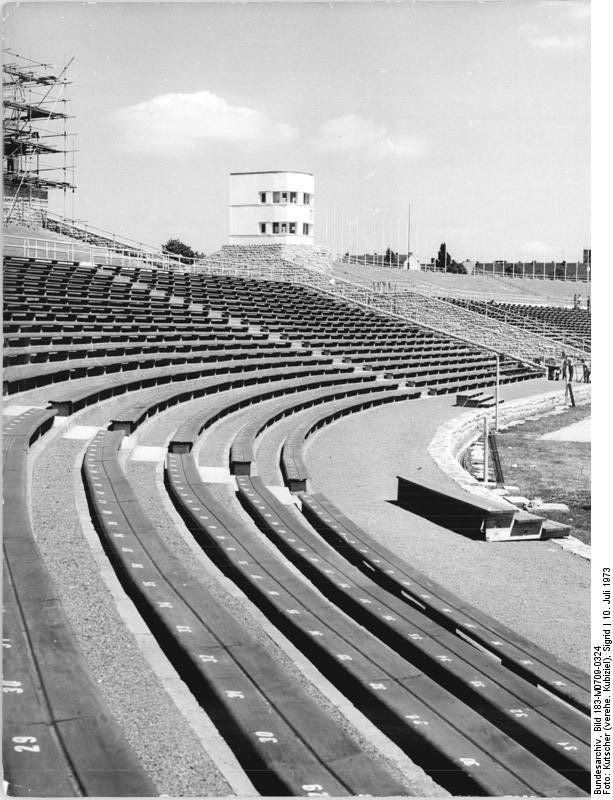
Stadion der Weltjugend an der Chausseestraße

#### Denkmalgeschützte Bauten

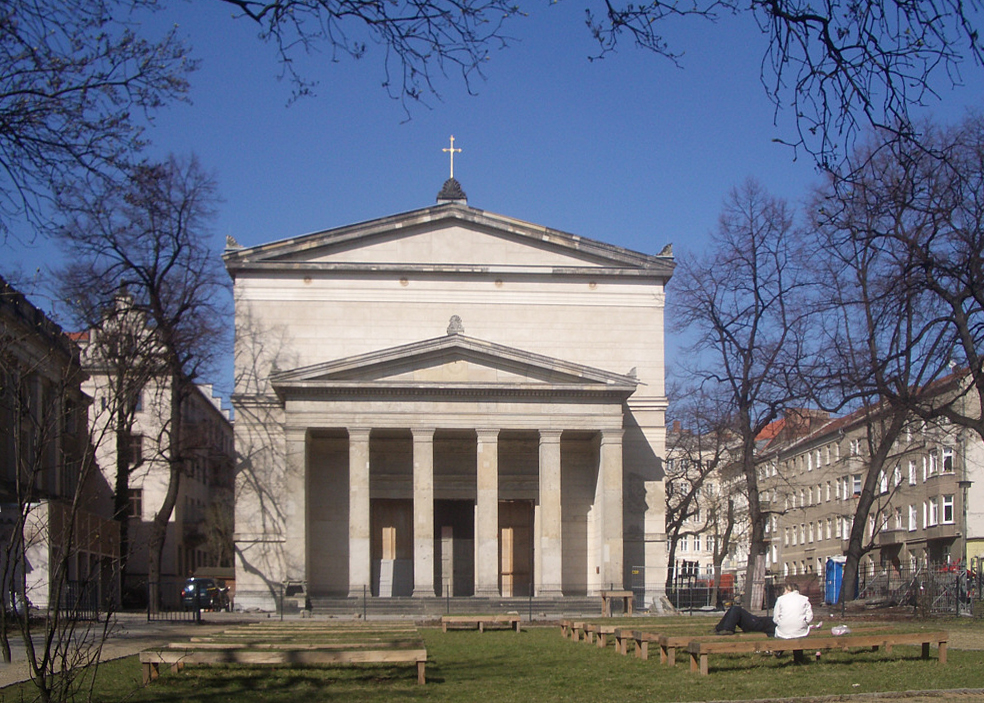
Sankt-Elisabeth-Kirche von Karl Friedrich Schinkel
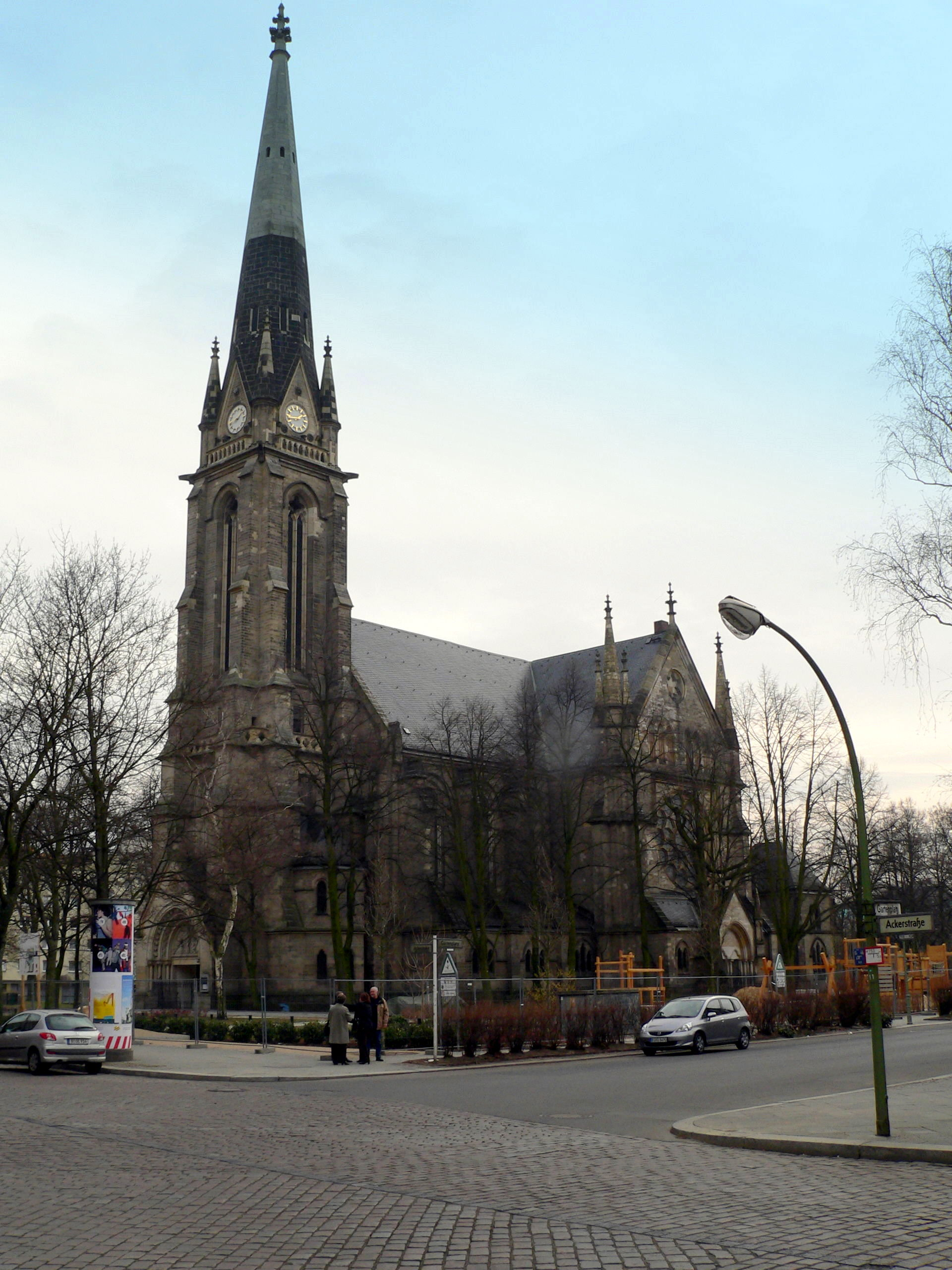
St.-Sebastian-Kirche am Gartenplatz, drittälteste katholische Kirche Berlins
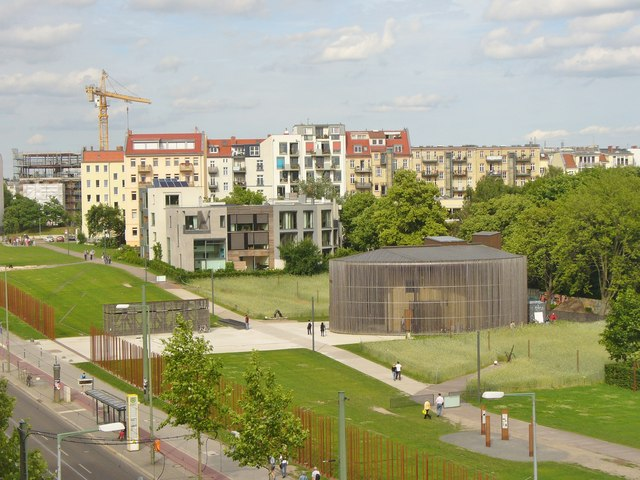
Kapelle der Versöhnung am Standort der 1985 von der DDR gesprengten Versöhnungskirche in der Bernauer Straße
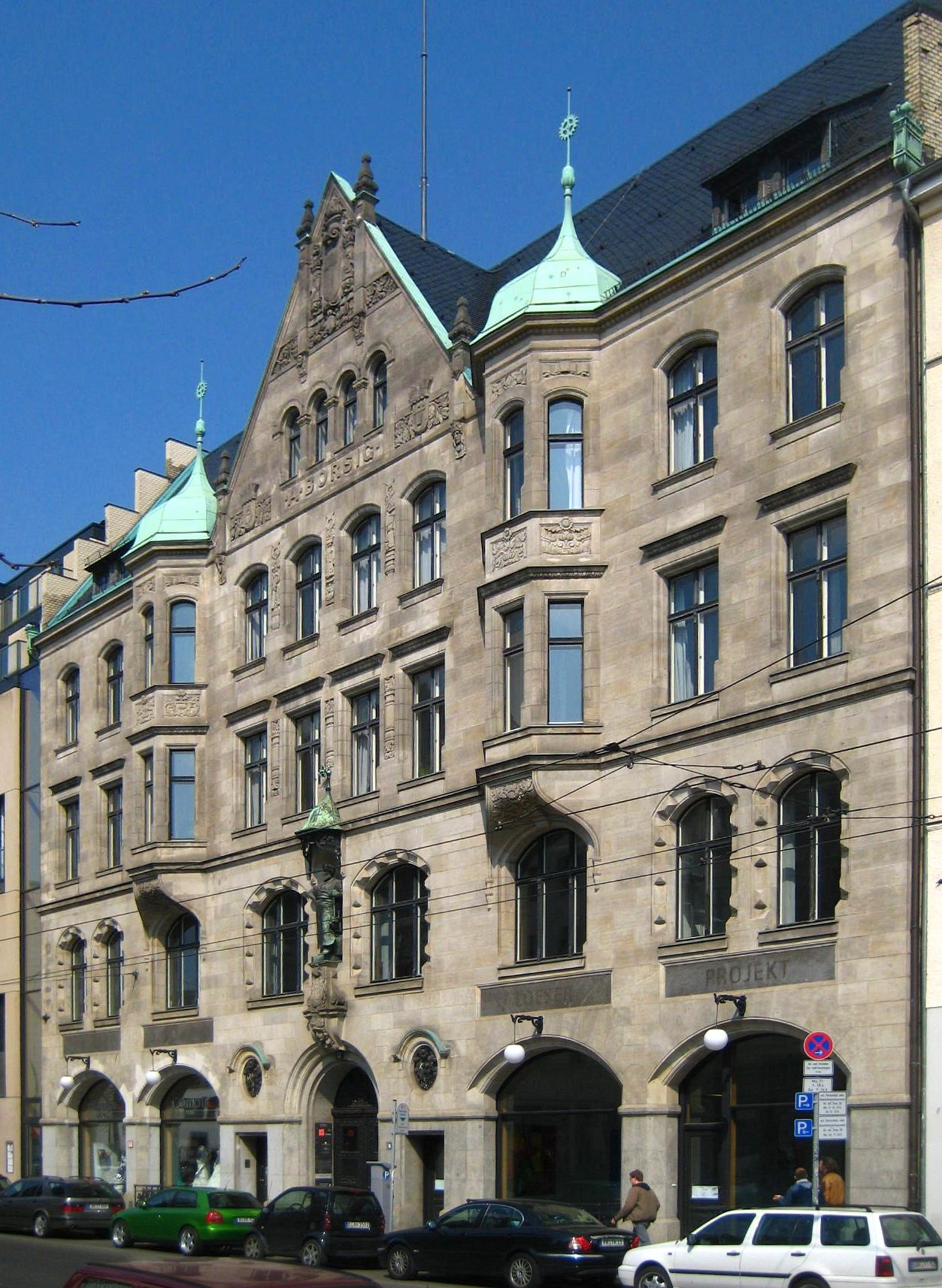
Borsighaus in der Chausseestraße 13
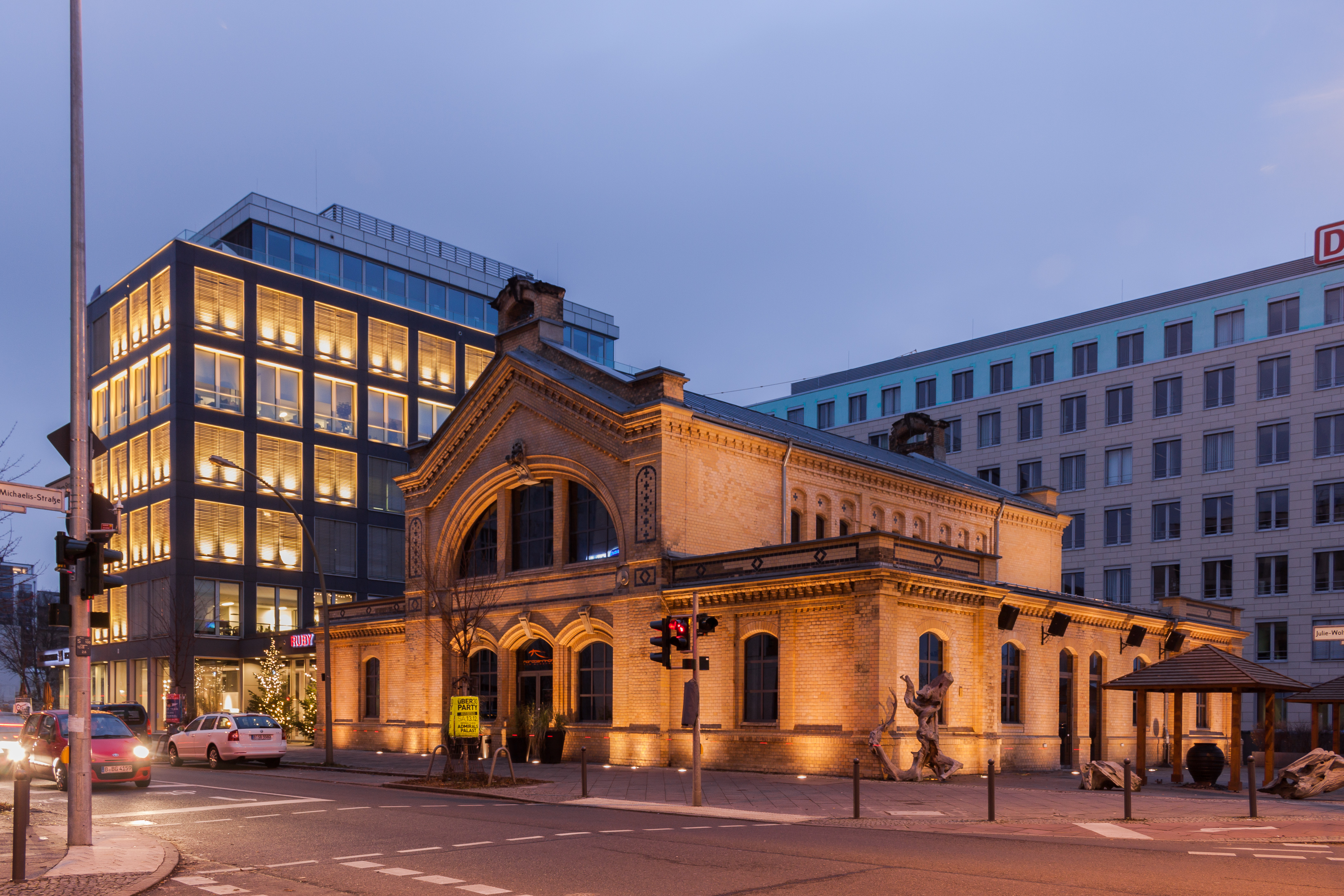
Vorortbahnhof des Stettiner Bahnhofs in der Julie-Wolfthorn-Straße